# سید ابوالقاسم کاشانی
سید ابوالقاسم حسینی کاشانی (۲۸ آبان ۱۲۶۱ – ۲۳ اسفند ۱۳۴۰) مجتهد شیعه و فعال سیاسی مذهبی، عضو مجلس مؤسسان اول در سال ۱۳۰۴، نماینده ادوار ۱۴، ۱۶ و ۱۷ مجلس شورای ملی از حوزه تهران و همچنین مدتی رئیس مجلس شورای ملی در دوره ۱۷ بود.

## سال‌های آغازینِ زندگی
سیّد ابوالقاسم کاشانی فرزند سید مصطفی کاشانی (فرزند سید حسین کاشانی) از مراجع تقلید در ایران و عراق، در ۲۸ آبان ۱۲۶۱ در تهران به دنیا آمد. به دنبال تحصیلات اصلی و ثانویه، وی تهران را در سن ۱۵ یا ۱۶ سالگی ترک کرد و به همراه پدرش به قصد انجام مراسم حج ابتدا به عراق و از آنجا به مکه عزیمت کرد و پس از انجام مناسک حج مجدداً به عتبات مراجعت کرده و در نجف اقامت گزید. در نجف به تحصیلات مذهبی ادامه داد. ابولقاسم چندین دوره در دروس آخوند خراسانی و میرزا حسین خلیل تهرانی از پیشوایان پشتیبان مشروطیت حضور یافته بود و توانست در سن ۲۵ سالگی به درجه اجتهاد برسد. پس از درگذشت آخوند خراسانی، میرزا محمدتقی شیرازی مرجع تقلید مردم در عراق بود. وی در مسائل شرعی که از روی احتیاط از دادن فتوی در آن موارد خودداری می‌کرد، مردم را به کاشانی ارجاع می‌داد.
گفته می‌شود ضدیت کاشانی با انگلیس، ریشه در رخداد اشغال بصره در نوامبر ۱۹۱۴ و کربلا و نجف در اواخر ۱۹۱۷ داشت. در جنگ جهانی اول موقعی که قوای انگلیس به عراق حمله کرد، علمای شیعه برای دفاع فتوای جهاد دادند. نیروهای ملی به رهبری علما و از جمله پدر او و خود وی در جنگی که چهارده ماه به طول انجامید، شرکت جستند. اگرچه در حوالی سال‌های ۱۲۸۵ شمسی که جنبش مشروطه ایران شکل گرفت، او در ایران نبود و به‌طور مستقیم وارد جنبش نشد، ولی سمت مشاوره فردی چون آخوند خراسانی را بر عهده داشت. هنگامی که قرارداد ۱۹۱۹ امضا شد، کاشانی با همکاری علمای شیعه و عشایر عرب، در مقابله با این قرارداد، فتوای جهاد صادر کرد و علیه نیروهای انگلیس به جنگ پرداخت و خود نیز با همدرس و همفکرش سید محمدتقی خوانساری سلاح برداشته و به میدان جنگ رفتند. کاشانی علاوه بر اینکه عضو «هیئت عالی انقلابیون» بود، یکی از چهار عضو «کمیته عالی جنگ حکومت انقلاب» هم بود. این جنگ بیش از شش ماه طول کشید.

در سال ۱۹۲۰ مردم عراق به رهبری میرزا محمدتقی شیرازی اقدام همه‌جانبه‌ای را علیه نیروهای انگلستان آغاز کردند. کاشانی نیز در جریان انقلاب مردم عراق برای مبارزه با انگلستان در صدد بپا ساختن یک جنگ مسلحانه برآمد و به انتشار اعلامیه و جلب افکار عمومی پرداخت و عشایر را برای ورود به جبهه‌های نبرد مهیا کرد. سپس خود، سلاح برداشت و همراه علما و میلیون عراقی به مبارزه پرداخت. اما دیری نپایید که انگلیسی‌ها با توسل به نیروهای هوایی و زمینی خود، شکست سختی بر نیروهای انقلابی وارد آوردند و بر عراق مسلط شدند و سر پرسی کاکس، کمیسر عالی انگلیس در بغداد تسلیم هفده نفر از سران انقلاب، از جمله کاشانی را از شروط صلح با عراق تعیین کرد. 

سید ابوالقاسم کاشانی

کاشانی در جریان مبارزات ضد انگلیسی عراق، در جبهه‌های سیاسی و نظامی بسیاری شرکت کرد. در پی مبارزاتش با انگلیس، حکم اعدام او غیاباً از مرکز فرماندهی انگلیسی‌ها صادر شد و وی به ناچار در لباس مبدل کُردی، شبانه به سوی ایران حرکت کرد و پس از راهپیمایی‌های شبانه و عبور از مناطق صعب‌العبور، در ۲ دی ۱۲۹۹ شمسی به مرزهای پشتکوه لرستان رسید. پس از چندی به قصد تهران به سوی کرمانشاه رفت و بعد از اقامت کوتاهی در همدان و قم در ۳۰ بهمن ۱۲۹۹ شمسی، سه روز قبل از کودتای ۳ اسفند ۱۲۹۹ به تهران رسید. در خیابان پامنار ساکن شد و مورد تجلیل و احترام مردم و اولیای امور وقت قرار گرفت.
به هنگام بازگشت، کاشانی یک فرد ۴۴ ساله بود که ۲۸ سال از زندگی اش را در تبعید گذرانده بود. در تهران، کاشانی به تحریک ضد انگلیسی در خاورمیانه و مصر ادامه داد. او از موافقان جمهوری‌خواهی رضاشاه به‌شمار می‌رفت و بر طبق گفته سید رضا زنجانی علیه سید حسن مدرس و برای پهلوی میتینگی نیز برگزار کرده بود. همچنین او که در آنزمان عضو مجلس مؤسسان بود، در حمایت از سلطنت رضاخان نطق پرشوری در مجلس ایراد نمود. در آبان ۱۳۰۴، کاشانی به نمایندگی مجلس مؤسسان انتخاب شد. او در ۲۱ آذر، رأی به پایان حکومت قاجار داد و هم‌زمان پایه‌گذاری سلطنت رضاشاه رأی داد.

## پس از شهریور ۱۳۲۰
در ۲۵ شهریور ۱۳۲۰ محمدرضا شاه ۲۱ ساله، بر تخت سلطنت پدرش نشست. در ۱۶ مهر ۱۳۲۰، کاشانی به نخست‌وزیر محمدعلی فروغی شکایت کرد. او در نامه اش، بر لزوم تصویب «قوانین الهی» و انتقاد از جایگزینی تدریجی مدارس سنتی مذهبی با مدارس مدرن و همچنین رفتار پلیس در آزار زنان محجبه و افراد معمم تأکید کرد.
در این دوران هم‌زمان با اشغال ایران، انگلیسی‌ها از علی سهیلی، نخست‌وزیر وقت خواستند که ابوالقاسم کاشانی را که یکی از مخالفان سرسخت آن‌ها بود و در جنگ با آن‌ها در عراق شرکت جسته بود، تبعید کند. کاشانی متهم بود که با آلمان همدست و مرتبط است و در سازمانی عضو شده که با افسرهای اس اس آلمانی سروکار دارد. در بیانیه‌ای که توسط سفارت انگلیس در تهران بعد از حمله به آنچه ستون پنجم آلمان‌ها نامیده بودند منتشر شد، کاشانی همراه با حبیب‌الله نوبختی به عنوان سردسته فعالان ضد انگلیسی معرفی شده بودند. نوبختی بنیان‌گذار «حزب کبود»، حزب سیاسی طرفدار فاشیسم بود که پایه‌های آن بر اتحاد با آلمان نازی هیتلر بود. بدین ترتیب ابوالقاسم کاشانی و ۱۶۴ نفر از افراد متنفذ لشکری و کشوری را با اتهام تشکیل ستون پنجم آلمان در ایران توقیف کردند و در بیمارستان پانصد تختخوابی تهران و اراک تحت‌الحفظ درآوردند. وقتی کاشانی از دستور توقیف خود آگاه شد تلگرافی به فرمانداری نظامی فرستاد و تسلیم شدن خود را موکول به شرایطی اعلام کرد، اما فرماندار نظامی از طریق درج آگهی در جراید به وی اخطار کرد که خودش را تسلیم کند. سرانجام وی در ۲۷ خرداد ۱۳۲۳ شمسی در گلاب دره شمیران دستگیر و بازداشت شد، سپس ۲۸ ماه در زندان نیروهای متفقین در رشت، اراک و کرمانشاه به سر برد. در دوره چهاردهم مجلس شورای ملی هم با اینکه در تبعید بود، به نمایندگی مجلس انتخاب شد. اما به دستور ستاد ارتش متفقین، اسمش از فهرست اسامی نمایندگان مجلس حذف و به زندان روس‌ها در رشت فرستاده شد. سال ۱۳۲۴ در تلگرافی که حکومت به کرمانشاه فرستاد، دستور آزادی کاشانی را صادر کرد. وی در میان استقبال علما و اهالی قم در ۲۷ شهریور ۱۳۲۴ وارد این شهر و سپس به تهران عازم شد. این اولین باری (در سه بار دستگیری در طول زندگانی‌اش) بود که بین سال‌های ۱۹۴۴ تا ۱۹۵۰ زندان، حبس خانگی و تبعید می‌شد.
در ۲۶ تیرماه ۱۳۲۵ در پی زد و خوردی که بین کارگران هوادار حزب توده و کارگران مخالف آن‌ها روی داد، ابوالقاسم کاشانی — که به قصد زیارت مشهد در سمنان اقامت داشت — مسبب درگیری شناخته شده و طبق ماده ۵ قانون حکومت نظامی، بین راه شاهرود و سبزوار بازداشت شد. ابتدا به بهجت‌آباد قزوین و سپس به کمره (خمین فعلی) تبعید شد. در این خصوص، مصدق در نامه مفصلی شدیداً به قوام‌السلطنه نخست‌وزیر اعتراض کرد. در دی ۱۳۲۵ وقتی انتخابات تهران شروع شد، میلیون فهرست نامزدهای خود را منتشر کردند. وقتی این فهرست منتشر شد، وی نامه‌ای از تبعیدگاه به محمد مصدق نوشت که همین نامه پیمان مودت و دوستی را بین این دو برقرار کرد. در آن دوران سیدمحمد بهبهانی در مجلس ترحیم سید ابوالحسن اصفهانی خواستار آزادی سید ابوالقاسم کاشانی از شاه شد. شاه نیز پذیرفت و به قوام‌السلطنه نخست‌وزیر دستور آزادی کاشانی را داد و نخست‌وزیر با عزیمت او به قزوین موافقت کرد. پس از چندی به تقاضای اهالی ابهر به آن شهر رفت و از آنجا به قزوین و سپس به تهران عزیمت کرد.
در همین ماه کاشانی به نمایندگی در دوره پانزدهم مجلس شورای ملی انتخاب شد. در فاصله زمانی بین شهریور تا بهمن ۱۳۲۴، کاشانی با طلبه جوانی به نام مجتبی میرلوحی (مشهور به نواب صفوی) ملاقات کرد. در این زمان، نواب صفوی طلبه جدیدالورود در نجف بود که دو فتوا برای قتل احمد کسروی داشت و به ایران برگشت تا مأموریتش را به انجام برساند. دو مجتهد ساکن در عراق، عبدالحسین امینی و سید حسین طباطبایی قمی، کسروی را مرتد و خون او را مباح کردند. در فاصله سال‌های ۱۳۲۴ تا ۱۳۳۰، پیوند محکمی بین این دو نفر برقرار بود. در این دوران، کاشانی مرجع تقلید فدائیان اسلام شد و فرمان‌هایش برای اعضا، التزام‌آور و غیرقابل رد شده بود. سازمان نواب صفوی، ۱۰ روز قبل از ترور کسروی، موجودیت و اهداف خود را در ۹ اسفند ۱۳۲۳ اعلام کرد. در واکنش به تقسیم‌بندی فلسطین توسط سازمان ملل، تیم کاشانی-نواب صفوی فعالیت‌های سیاسی خود را با کمپین مبارزاتی برای اعراب فلسطین و در مقابل سیاست انگلیس و اقدامات یهود در منطقه آغاز کردند. کاشانی یازدهم دی ماه ۱۳۲۶ در اعلامیه‌ای به تمام مسلمانان جهان در مورد تشکیل دولت اسرائیل هشدار داد. کاشانی همچنین مردم را به تظاهرات به نفع مردم فلسطین دعوت کرد. ۲۰ دی ماه سال ۱۳۲۶ سی هزار نفر از مردم تهران به دعوت او در مسجد سلطانی اجتماع کردند، ولی دولت وقت که از فعالیت سیاسی و مذهبی او بیمناک بود، با توسل به قوای انتظامی، از سخنرانی او در آن روز ممانعت کرد. پس از آن مجدداً در اعلامیه‌ای در ۲۸ اردیبهشت ۱۳۲۷ از مردم خواست تا روز جمعه آخر اردیبهشت برای حمایت از مردم فلسطین در مسجد سلطانی تجمع کنند. در این تجمع علاوه بر او، نواب صفوی نیز سخنرانی کرد و حدود ۵۰۰۰ نفر جوان مسلمان، داوطلب اعزام به فلسطین شدند. پیش از این اجتماع یعنی در ۲۵ خردادماه همان سال منزل کاشانی به دستور عبدالحسین هژیر، نخست‌وزیر وقت محاصره شد. کاشانی در آذر ۱۳۲۷، با همکاری محمود شروین و شمس قنات آبادی «مجمع مسلمانان مجاهد» را پایه‌ریزی کرد.

## تبعید به لبنان
پس از حادثه تیراندازی به شاه در ۱۵ بهمن ماه ۱۳۲۷ و معرفی ابوالقاسم کاشانی به عنوان عامل اصلی معرف این ترور نافرجام، سرانجام در شب ۱۷ بهمن ماه ۱۳۲۷ طبق ماده ۵ قانون حکومت نظامی، کاشانی و دامادش را بازداشت و به قلعه فلک الافلاک خرم‌آباد منتقل و از آنجا به بیروت لبنان تبعید کردند. با این حال کاشانی باز هم در انتخابات مجلس شورای ملی شرکت کرده و در ۲۱ فروردین ماه ۱۳۲۹، به نمایندگی مردم تهران برای دوره شانزدهم انتخاب شد. در همان ماه وقتی که علی منصور به نخست‌وزیری رسید، سید جلال‌الدین تهرانی به نیابت از منصور در روز ششم فروردین ماه به احمدآباد رفت و با مصدق ملاقات کرد. دکتر مصدق اولین تقاضایی که از دولت جدید کرد، مسئله بازگشت کاشانی به ایران بود. تهرانی تقاضای مصدق را به اطلاع نخست‌وزیر رساند و به فوریت منصور شخصاً مصدق را ملاقات کرد و قول صریح داد که در مورد بازگشت کاشانی با شاه ملاقات و محترمانه از او تقاضای بازگشت به ایران را نماید. مجامع روحانی، جبهه ملی، بازار و اصناف هم در تلگراف‌های متعدد خواستار بازگشت وی به وطن شدند. سید ابوالقاسم کاشانی پس از یک سال و چهار ماه که در لبنان به سر می‌برد، در روز ۲۰ خردادماه ۱۳۲۹ بنا به دعوت دولت در میان استقبال مردم تهران، وارد فرودگاه مهرآباد شد. گفته می‌شود که چنین استقبالی تا آن تاریخ بی‌سابقه بوده است. پس از انتخابات مجلس شانزدهم از تبعید بازگشت. مصدق و سران جبهه ملی برای استقبال او به فرودگاه رفتند. در روز ورود وی از فرودگاه تا محله او «پامنار»، ۲۷ طاق نصرت بسته شد.

## کاشانی و حق رأی زنان
با آن که قانون انتخابات مجلس که پس از مشروطیت به تصویب رسیده بود به زنان حق رأی و حضور در انتخابات مجلس را نداده بود، کاشانی در سال ۱۳۳۰ خورشیدی در پاسخ به یکی از خبرنگاران صریحاً اعلام کرد: «شرکت زن در انتخابات منع شرعی ندارد». البته حق رأی زنان، سال‌ها پس از آن به رسمیت شناخته شد.

## نهضت ملی شدن صنعت نفت
کاشانی در موفقیت و همگانی شدن نهضت نقش عمده‌ای ایفا کرد. موضع‌گیری کاشانی در مورد ملی شدن صنعت نفت، علمای سرشناس شیعه را به نفع آن برانگیخت. خوانساری، محلاتی و شاهرودی از جمله علمای دیگری بودند که به حمایت از ملی شدن صنعت نفت برخاستند. همچنین کاشانی، نقش فراوانی در به کنار زدن نخست‌وزیر، رزم آرا داشت. او ارتباطاتی تنگاتنگ با فداییان اسلام و نواب صفوی داشت. پس از رزم آرا، ملی شدن نفت در مجلس به تصویب رسید و چند ماه بعد، محمد مصدق مأمور تشکیل کابینه شد. با نخست‌وزیری مصدق، کاشانی طی پیامی که برای او فرستاد، مصدق را «برادر لایق و دانای» خود نامید و خوشحالی زایدالوصف خود را از نخست‌وزیری مصدق این‌گونه ابراز کرد:
یا هو، جناب آقای دکتر مصدق، پس از استعلام از مزاج شریف نمی‌دانم چگونه زحمات و فداکاری‌های برادر کامکار و عزیزم را تقدیس کند. صبح وقتی نور چشمی آقا مصطفی خبرمسرت بخش رئیس‌الوزرایی حضرتعالی را آورد، من یقین حاصل کردم دعاها و التماس‌های این خادم اسلام در پیشگاه پروردگار قادر متعال اجابت شده است و پیروزی و سعادت از آن ملت گردیده است. در ختم کلام جز اینکه سعادت و سلامت و موفقیت برادر لایق و دانای خود را از پیشگاه احدیت مسئلت نمایم، توقع دیگری ندارم ایام به کام باد. سید ابوالقاسم کاشانی.
در ۲۱ آذر ماه ۱۳۳۰ سید ابوالقاسم کاشانی برای تأیید مصدق میتینگ بزرگی برپا ساخت، سخنرانان این اجتماع مخالفان دکتر مصدق را مورد انتقاد قرار دادند. در ۲۳ دی ماه ۱۳۳۰ جبهه ملی نامزدهای خود را برای انتخابات وکلای تهران معرفی کرد. سید ابوالقاسم کاشانی نیز در ۱۸ بهمن ماه همان سال به نمایندگی دوره هفدهم مجلس شورای ملی از حوزه تهران انتخاب شد. زمانی که دولت مصدق در مضیقه اقتصادی قرار گرفت و اقدام به فروختن اوراق قرضه عمومی‌کرد، کاشانی از مردم درخواست کرد تا نسبت به خرید اوراق قرضه ملی اقدام کنند. سید ابوالقاسم کاشانی در پیامی خطاب به مردم آن‌ها را به خرید اوراق تشویق کرد و گفت: «امروز است آن روزی که جهاد شما باید با بذل مال به عمل آید. خریداری اوراق قرضه بر ذمه آحاد ملت مسلمان است.»
نقطه عطف زندگی سیاسی کاشانی را می‌توان در ۳۰ تیر ۱۳۳۱ جستجو کرد. در رویداد ۳۰ تیر او با نخست‌وزیری قوام مخالفت کرد و با نامه‌ای به دربار خواستار ادامه نخست‌وزیری دکتر مصدق شد. استعفای مصدق و آمدن قوام السلطنه، ملت را برانگیخت و کاشانی ضمن دعوت مردم به راهپیمایی علیه دولت قوام، در روز ۳۰ تیر طی بیانیه‌ای اعلام کرد که اگر لازم شود کفن پوش راه می‌افتد. او در پیامی خطاب به شاه گفت: «به اعلی حضرت بگویید اگر بی‌درنگ دکتر مصدق بر سر کار بر نگردد شخصاً به خیابان خواهم رفت و دهانه تیز انقلاب را با جلوداری شخص خودم مستقیماً متوجه دربار خواهم کرد».
به دنبال اولین اعلامیه مخالفت کاشانی با صدارت قوام، بازار تهران از ۲۶ تیر تعطیل شد. تظاهرات گسترده مردم به درگیری منجر شد و حداقل ۶۹ تن کشته و ۷۵۰ تن مجروح بر جای گذاشت. طرفداران مصدق، خیابان‌های تهران و دیگر شهرستان‌ها را قبضه کردند. حدود ظهر ۳۰ تیر ۱۳۳۱، شاه با تلفن به مهندس رضوی، نماینده کرمان و نایب رئیس مجلس، اعلام کرد قوام معزول شد. به این ترتیب سرانجام با پیروزی مردم به رهبری کاشانی در ظرف چند روز دولت قوام ساقط و در روز ۲۹ تیر ماه، محمد مصدق بر مسند نخست‌وزیری ابقا شد.

## پس از ۳۰ تیر ۱۳۳۱
در روز دوم مردادماه، در جلسه فوق‌العاده‌ای که مجلس شورای ملی تشکیل داد، قیام سی‌ام تیر ماه را «قیام مقدس» شناخت و کشته‌های آن روز را شهدای ملی نامید. همچنین لایحه تفویض اختیارات شش‌ماهه به مصدق را که بلافاصله پس از عزل قوام مجدداً به نخست‌وزیری رسیده بود، تصویب کرد و توأم با این لایحه، اختیارات نظامی نیز به او واگذار شد و همچنین مجلس شورا، سید ابوالقاسم کاشانی را به جای سید حسن امامی که مرتبط به دربار بود به ریاست مجلس برگزید. کاشانی پس از ۳۰ تیر که به ریاست مجلس هم رسیده بود به نوعی خود را در دولت شریک می‌دانست. عریضه‌نویسی و نامه نویسی‌های او در عزل و نصب مقامات کشوری و توصیه‌های گاه‌وبیگاه کاشانی، عرصه را برای بروز اختلافات، بازتر و وسیعتر می‌نمود. بنا بر روایتی تا آخر آذرماه ۱۳۳۱، هزار و پانصد توصیه از کاشانی و فرزندانش در وزارتخانه‌ها جمع‌آوری شده بود. وزیر کشور مصدق نیز ۵۸ فقره از این توصیه نامه‌ها را که از صدور پرونده وکالت، اجازه دفتر ازدواج، استخراج معدن نمک و فرمانداری ماکو تا انتخابات خلخال و ریاست شهربانی کرج هست، تنظیم و چاپ نموده است.
دراین باره گفته می‌شود که مصدق به کاشانی گفته بود: «آقا، توصیه این و آن را نفرمایید. در شان شما نیست و در جامعه هم انعکاس نامطلوب دارد و مورد سوءاستفاده قرار می‌گیرد. اگر نظرات اصولی دارید با دولت در میان بگذارید تا رفع مشکلات شود. اصلاً گیریم که این مسائل درست بوده. اینها در درجه دوم اهمیت است. آیا شما در خط اساسی نهضت ملی انحرافی می‌بینید؟ اگر هست بگویید اصلاح کنم و اگر نکردم بگویید از کارها کناره بگیر؛ و الا برای مسائل جزئی که نمی‌توانیم اختلاف داشته باشیم.» حسین فاطمی نیز نقل می‌کند: «دکتر مصدق هم به‌طور عجیب نسبت به این مسائل حساس بود و غالباً از مداخلات آقا و اطرافیانشان گله داشت و دو سه مرتبه هم کار به‌جاهای باریک کشید.»
تایمز لندن مقاله‌ای دربارهٔ کاشانی نوشته بود و مجله خواندنیها آن را ترجمه کرده بود. در این مقاله کاریکاتوری از سر کاشانی روی تنه شیر چاپ شده و آمده بود که کاشانی آن چنان شخصیتی است که یک اشاره او نه تنها ایران که خاورمیانه را به اعتصاب می‌کشد. چند بیت شعر هم زیر کاریکاتور آمده بود. مصراع‌های اول این بود که استعمار چنین و چنان می‌کند و مصراع دوم بیت‌ها این بود: «شیر پامنار اگر بگذارد». این شماره مجله را به مقدار زیاد چاپ کرده بودند و مجله‌ها را کنار تشک کاشانی گذاشته بودند و سیل جمعیتی که به دیدار او رفته و دستش را می‌بوسیدند، به دریافت یک نسخه مجله نائل می‌شدند و از زبان کاشانی می‌شنیدند که می‌گفت: «بیسواد. برو این مقاله رو بخون ببین چی نوشته.»
همچنین نقل است در اوج سر زدن این‌گونه رفتارها از کاشانی، یکی از مذهبیون به پیش او رفته بود تا نگرانی خود را از اختلاف در نهضت بیان کند. کاشانی به او گفته بود: «نگران نباشید. تا من هستم هر چوبی را که جای مصدق بگذارم کار او را خواهد کرد.»
او دربارهٔ خود می‌گفت: «من سرمایه مملکت هستم. فقط رهبر مسلمین ایران نیستم، مرا همه مسلمانان جهان به رهبری قبول دارند.»
از سوی دیگر حساسیت و رقابت یک طرفه‌ای که میان کاشانی و سید حسین طباطبایی بروجردی ایجاد شده بود، برای کاشانی که همواره می‌خواست خود را رهبر و زعیم مسلمانان جهان ببیند همواره تنش زا بود. وجود سید حسین طباطبایی بروجردی به‌مثابه مانعی همیشگی دربرابر کاشانی بود تا رؤیای رهبری هم‌زمان در دو جبهه سیاسی و دینی را اگر آرزویی محال نیابد، لااقل دور از دسترس بیند. هرچند که هر دوی این مراجع، در جریان سرنگونی مصدق، به شاه نزدیک بوده و از بازگشت او حمایت کردند. بنا به گفته داماد سید حسین طباطبایی بروجردی: «آقای کاشانی روی کاناپه نشسته بود. سلام کردم. آقای کاشانی گفت: علیکم‌السلام، کجا بودی، چه کار می‌کنی؟ دعوت کرد کنارش نشستم. گفت: بی سواد، لُره چه کار می‌کند؟ منظورش آقای بروجردی بود. اگر این را من به آقا منتقل می‌کردم دیگر خیلی بد می‌شد. به آقای کاشانی گفتم: آقا بزرگش نخوانند اهل خرد که نام بزرگان به زشتی برد. ایشان خیلی ناراحت شد و دیگر تا آخر مجلس با من حرف نزد.»

## رابطه کاشانی با دربار
علینقی عالیخانی در خاطرات خود راجع به اختلافات میان کاشانی و مصدق می‌گوید: «تا ۳۰ تیر که در واقع می‌شود آخرین سال حکومت مصدق، کاشانی نفوذ چندانی نداشت. مردم هم به خاطر هیجان ملی شدن نفت این را پذیرفته بودند اما در ۳۰ تیر بود که کاشانی عامل خیلی مهمی شد، یعنی برگشتن او خیلی اثر گذاشت که مردم بریزند توی خیابان‌ها؛ البته اعضای حزب توده هم به خیابان‌ها ریختند ولی کافی نبود. کاشانی مردم را ریخت توی خیابان‌ها. این است که از آن به بعد کاشانی قدرت گرفت ولی دومرتبه میانه کاشانی و مصدق به هم خورد. مصدق یکی دوماه اول این جریان را تحمل کرد، بعد دومرتبه کاشانی را کنار گذاشت و بعد هم میانه‌شان به کلی به هم خورد. دومرتبه کاشانی رفت با دربار ساخت؛ به همین دلیل هم بعد از ۲۸ مرداد ۱۳۳۲، از طرف دربار با کاشانی خیلی با احترام رفتار می‌شد و وقتی هم بیمار شد، خیلی حواسشان به این بود که هر دکتری مایل است در اختیارش باشد، یعنی رابطه خوبی با آن‌ها نگه داشته بود.»

## درگیری با مصدق بر سر اختیارات ویژه و همه‌پرسی
پس از درخواست تمدید اختیارات، کاشانی به مبارزه علنی با مصدق پرداخت و ضمن مخالفت با تمدید قرارداد آن را «جاه طلبانه» و مصدق را «پنهان در پشت نقاب تزویر و آزادی‌خواهی»، «مستبدی که می‌خواهد به‌دوران قبل از مشروطه برگردد»، «شر خودسر»، «یاغی طاغی» و «کسی که به خیال خداوندگاری افتاده است» خواند و گفت:
ملت ایران، من از پشت نقاب تزویر و آزادیخواهی ناگهان دریافتم که به زودی فکر ناپاک دیکتاتوری سیل خودسری از دامنه هوی و هوس خویش سرازیر نموده و قصد دارد نهال آزادی و مشروطیت ایران را از بن بر کَند. فریاد آزادی ایران که ۵۰ سال شب و روز این خیال شوم اسارت ایران را در مغز خویش پرورش داده بود در سر راه خود مانعی را دید که نه تنها به هیچ قیمت در مقابل افکار مالیخولیایی او تسلیم نمی‌شد بلکه او را تخدیر و تضیع نمود بر احدی پوشیده نیست که رئیس دولت برخلاف قانون اساسی در صدد است ایران را به حکومت استبداد بازگرداند ولی من به شما می‌گویم برخلاف آن یاغی طاغی که در کشور مشروطه ایران به خیال خداوندگاری افتاده است، مشروطه ایران نخواهد مرد. روح پاک پیغمبر اسلام اجازه نخواهد داد ملتی مسلمان و مستقل با چنین افکار پست و اهریمنی تسلیم بیگانگان شود و آن شّر خودسر که در راه بد کاری و خیال ایجاد دیکتاتوری قدم بگذارد محکوم به شکست و تسلیم چوبه دار خواهد شد.
کاشانی طی اعلامیه دیگری به سختی به مصدق حمله کرد و او را کسی خواند که «هرچه کرده به مصلحت و نفع اجانب بوده است.» کاشانی اعلام کرد:
ملت غیور ایران اکنون ۲۸ ماه است که ایشان زمامدار است و در تمام این مدت یک قدم مفید به حال شما که بتواند اسم آن را ببرد برنداشتند. هر روز وعده‌های بزرگ می‌دهد و فردا عذر می‌آورد. ساعت به ساعت راه را برای تحکیم دیکتاتوری و حکومت فردی و خودسری هموار ساخته است. مصدق خوب می‌داند اگر با آزادی به رای ملت رجوع کند ۹۷ درصد مردم علیه او رای می‌دهند. شما هموطنان عزیز می‌بینید که تا امروز چه کسی به نفع اجانب قدم برداشته و آنچه تا امروز کرده مستقیماً به مصلحت اجنبی و زیان مملکت بوده است.
او همچنین شاه را «مرد تربیت شده عاقل» و «مردی معقول تحصیل کرده و با تحصیلات» خواند و گفت: «عقیده من این است که ایران سالیان دراز حساسیت سلطنت دارد و فی‌الحقیقته وجود شاه یک جهت جامعی برای جمع‌آوری کلیه طبقات مردم به‌دور این مرکز ثابت است.»
کاشانی پس از کودتا نیز در مصاحبه‌ای گفت:
«ریاست مجلس در شان من نبود و من از این جهت این مقام را پذیرفتم که جلو فعالیت‌هایی که مصدق می‌خواست شروع کند و یک سال بعد شروع کرد بگیرم.»
کاشانی با همه‌پرسی مصدق شدیداً به مخالفت برخاست و گفت:
«شرکت در رفراندوم خانه برانداز که با نقشه اجانب طرح‌ریزی شده، مغضوب حضرت ولی عصر عجل‌الله تعالی فرجه و حرام است.»
البته مردم در انتخابات شرکت کردند
و با اکثریت آرا رأی به انحلال مجلس دادند.

## کاشانی و زاهدی
درحالی که دولت مصدق حکم جلب سرلشکر زاهدی، متهم اصلی پرونده قتل افشارطوس، را صادر کرده بود، کاشانی وارد قضیه شد و به‌وسیله میراشرافی او را به مجلس آورد و در معیت خویش نشاند. به نوشته روزنامه کیهان زاهدی که در پناه کاشانی و مجلس مصونیتی سیاسی می‌یافت، در آنجا متحصن شد و «سید ابوالقاسم کاشانی از او به گرمی استقبال نمود و از مزاحمت‌هایی که تاکنون برای وی فراهم شده اظهار تاسف کرده و خدمات او به نهضت ملی را ستود.»

ابوالقاسم کاشانی و مظفر بقائی در مجلس شورای ملی

کاشانی در مجلس با زاهدی روبوسی کرد، او را در اتاق هیئت رئیسه سکنی داد و به او گفت که تا هر وقت که می‌خواهد در مجلس باشد همچنین به کارکنان مجلس دستور داد تا از این «مهمان عزیز» پذیرایی کنند چرا که ایشان در اینجا «حق آب و گل دارند».
کاشانی که پیشتر از زاهدی با عنوان کسی که «با ما دوست هستند و ما هم با ایشان کمال دوستی را داریم.» یاد کرده بود، در روزهای کودتا صمیمیتی دوچندان با وی یافت. زاهدی دو ماه و نیم در مجلس ماند و با استفاده از مصونیت ایجاد شده با فراغ بال سرگرم رایزنی با مخالفان مصدق و هماهنگی برای اجرای کودتا شد.
در ۲۵ خرداد ۱۳۳۲ نیز ملاقاتی میان کاشانی و زاهدی انجام شد. در این ملاقات که حدود ۴۵ دقیقه طول کشید و مظفر بقایی، میراشرافی و حمیدیه نیز در آن حضور داشتند، «سید ابوالقاسم کاشانی حمایت بی‌دریغ خود را از ایشان و سایر کسانی که جانشان به‌علت مبارزه با دیکتاتوری مصدق در خطر است ابراز داشتند.» فضل‌الله زاهدی تا ۲۹ تیر در مجلس بود و بعد از آن مجلس را ترک کرد و تا کودتای ۲۸ مرداد در خفا به سر می‌برد. سرلشکر نادر باتمانقلیچ از افسران کودتاچی که پس از ۲۸ مرداد به سمت ریاست ستاد ارتش رسید، در جریان محاکماتش پس از انقلاب ۱۳۵۷ به نقش سید ابوالقاسم کاشانی اشاره‌ای کرد و گفت:
«در اوایل سال ۳۲ به خدمت سید ابوالقاسم کاشانی مشرف شدم، حضرت از جریان سیاسی کشور متأثر بودند و دعا می‌کردند که مملکت نجات پیدا کند و به من گفتند تلاش کنید مملکت از این وضع نجات پیدا کند. پس از کودتای ۲۸ مرداد وقتی رئیس ستاد شدم با فرزند سید ابوالقاسم کاشانی تماس گرفتم و جریان را به او گفتم و نظر آیت‌الله را خواستم. آقا مصطفی از قول سید ابوالقاسم کاشانی گفتند چه بهتر که شما را انتخاب کردند. در اوایل شهریور ۳۲ وقتی خدمت کاشانی شرفیاب شدم ایشان مرا به گرمی پذیرفتند و نسخه‌ای از فرمان حضرت علی به من دادند و فرمودند این دستورها را نصب العین قرار دهید.»
آن طور که از شواهد و قرائن برمی آید، کرمیت روزولت مقدار ۱۰/۰۰۰ دلار در پاکت گذاشته و داده است تا از طریق احمد آرامش به‌دست کاشانی برسد برای همکاری در کودتا. مارک گازیوروسکی می‌نویسد:
«صبح روز ۱۹ اوت (۲۸ مرداد) دو تن از مأموران سیا به نام‌های بیل هرمن و فرد زیمرمن با آرامش ملاقات کردند و مبلغ ۱۰ هزار دلار در اختیار او گذاشتند تا به کاشانی بدهد. چنین به‌نظر می‌آید که کاشانی ترتیب آن را داد که یک گروه ضد مصدق از ناحیه بازار به مرکز تهران روانه شود.»
با اینحال این استاد تاریخ می‌افزاید که معلوم نیست پول به کاشانی رسیده یا اگر هم رسیده، او خبر داشته که دلارها را سیا فرستاده بوده.

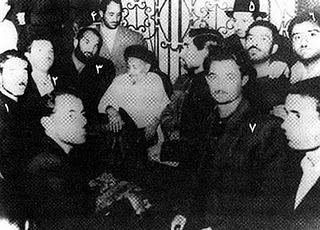
این عکس در شماره ۱۹ مجله ترقی به تاریخ مهر ۱۳۳۲ (کمتر از ۲ ماه پس از کودتا) منتشر شده است: ۱-حسین علم ۲-طاهر حاج رضایی ۳-شعبان جعفری ۴-حسین مهدی قصاب ۵-طیب حاج رضایی ۶-اکبر حاج رضایی ۷-سید اکبر خراط

قول مهندس حسیبی زاویه‌ای دیگر از رابطه پنهانی کاشانی و آمریکایی‌ها را در فروپاشی دولت ملی دکتر مصدق می‌نماید:
«هندرسون قبل از این که روز ۲۷ مرداد به خانهٔ مصدق بیاید خانهٔ کاشانی بوده است.»
یرواند آبراهامیان معتقد است که آمریکایی‌ها برای تضعیف مصدق به کاشانی نزدیک شدند و به اختلافاتش با مصدق دامن زدند ولی به احتمال زیاد در لحظه آخر از او استفاده نکردند. او می‌گوید:
«من خیلی تردید دارم که کاشانی در کودتا شرکت داشته باشد، نه برای این که با طرح کودتا مخالف بوده بلکه به این خاطر که بریتانیایی‌ها و آمریکایی‌ها آنقدر به کاشانی اعتماد نداشتند که بخواهند او را وارد جوانب فنی طرح کودتا بکنند.»
کاشانی روی کار آمدن دولت کودتا را «سبب مسرت» دانست و ضمن تبریک به زاهدی گفت:
«جای مسرت است که دولت جناب آقای زاهدی که خود یکی از طرفداران جبهه ملی بوده، تصمیم دارند که شرافتمندانه از حیثیت و آبروی ایران دفاع نموده و در راه صلاح و افق ملت حداکثر فداکاری را بنمایند.»
کاشانی همچنین در مصاحبه باروزنامهٔ المصری گفت: «من از ژنرال زاهدی مادام که به منفعت ایران قدم برمی‌دارد پشتیبانی می‌کنم … هر وقت که نظرم برسد او برخلاف مصلحت ایران عمل می‌کند با او مخالفت می‌کنم. تا این لحظه راجع به کار او نمی‌توان قضاوت کرد.»
دو روز پس از کودتا نیز کاشانی و زاهدی با یک‌دیگر در منزل آقای مقدم در دزاشیب ملاقات کردند. این ملاقات‌ها تا مدتی ادامه داشت. جریان دیدارهای ۳۱ شهریور، ۱۸ مهر، ۲ آبان و ۲۳ آذر سال ۱۳۳۲ در مطبوعات آن دوره درج گشته‌اند.

## نامه جعلی منسوب به کاشانی در روز پیش از کودتا
گفته می‌شود کاشانی در روز ۲۷ مرداد ۱۳۳۲، یک روز قبل از کودتای ۲۸ مرداد، طی نامه‌ای خطاب به محمد مصدق، خبر از وقوع یک کودتا می‌دهد. کاشانی در این نامه که برای نخستین بار در زمان سال ۱۳۵۷ در رساله‌ای به نام روحانیت و اسرار فاش نشده نهضت ملی شدن نفت (به کوشش گروهی از هواداران نهضت اسلامی در اروپا) نشر یافت و بعد از انقلاب نیز در سایر اسناد گسترش یافت:
حضرت نخست‌وزیر معظم جناب آقای دکتر مصدق دام اقباله
عرض می‌شود، اگر چه امکاناتی برای عرایضم نمانده ولی صلاح دین و ملت برای این خادم اسلام بالاتر از احساسات شخصی است و علی‌رغم غرض‌ورزی‌ها و بوق و کرنای تبلیغات شما، خودتان بهتر از هر کس می‌دانید که همِّ و غم در نگهداری دولت جنابعالی است، که خودتان به بقاء آن مایل نیستید.
از تجربیات روی کار آمدن قوام و لجبازی‌های اخیر بر من مسلم است که می‌خواهید مانند سی‌ام تیر کذایی یک بار دیگر ملت را تنها گذاشته و قهرمانانه بروید. حرف این جانب را در خصوص اصرارم در عدم اجرای رفراندوم نشنیدید و مرا لکه حیض کردید. خانه‌ام را سنگباران و یاران و فرزندانم را زندانی فرمودید و مجلس را که ترس داشتید شما را ببرد بستید و حالا نه مجلسی است و نه تکیه‌گاهی برای این ملت گذاشته‌اید.

زاهدی را که من با زحمت در مجلس تحت‌نظر و قابل کنترل نگاه داشته بودم با لطایف‌الحیل خارج کردید و حالا همان‌طور که واضح بوده درصدد به اصطلاح کودتا است. اگر نقشه شما نیست که مانند سی‌ام تیر عقب‌نشینی کنید و به ظاهر قهرمان زمان بمانید، و اگر حدس و نظر من صحیح نیست که همان‌طور که در آخرین ملاقاتم در دزاشیب به شما گفتم و به هندرسن هم گوشزد کردم که آمریکا ما را درگرفتن نفت از انگلیسی‌ها کمک کرد و حالا به صورت ملی و دنیاپسندی می‌خواهد به دست جنابعالی این ثروت ما را به چنگ آورد؛ و اگر واقعاً با دیپلماسی نمی‌خواهید کنار بروید، این نامه من سندی در تاریخ ملت ایران خواهد بود، که من شما را با وجود همه بدی‌های خصوصی‌تان نسبت به خودم از وقوع حتمی یک کودتا به وسیله زاهدی که مطابق با نقشه خود شماست آگاه کردم، که فردا جای هیچ‌گونه عذر موجهی نباشد. اگر به راستی در این فکر اشتباه می‌کنم با اظهار تمایل شما، سیدمصطفی و ناصرخان قشقایی را برای مذاکره خدمت می‌فرستم، خدا به همه رحم بفرماید. ایام به کام باد. — سیدابوالقاسم کاشانی/ ۲۷ مرداد ۱۳۳۲، 
برخی از محققان و سند شناسان تاریخ معاصر مانند نصرالله حدادی، ایرج افشار و مهدی مهدوی، غلامرضا نجاتی، کاوه بیات محمدعلی همایون کاتوزیان نسبت به اصالت این نامه ابراز تردید کرده و آن را جعلی دانسته‌اند. بنا به نظر این محققان مواردی مانند عدم حضور ناصر خان قشقائی، فونت و نوع چاپ، تفاوت دست خط و عدم شماره شدن پاسخ مصدق از جمله دلایل جعلی بودن این نامه است.

## نظرات کاشانی نسبت به مصدق پس از کودتا
در اینجا (ایران) ملت شاه را دوست دارد و رژیم جمهوری مناسب ایران نیست.

آیت‌الله کاشانی در مصاحبه با روزنامه «المصری» چاپ قاهره، نوشته‌ها، سخنرانی‌ها و مصاحبه‌های آیت‌الله کاشانی، جلد چهارم، محمد دهنوی (ترکمان)، چاپ ۱۳۶۲

سید ابوالقاسم کاشانی پس از کودتای ۲۸ مرداد ۱۳۳۲

کاشانی در پاسخ به سؤال اخبار الیوم مبنی بر اینکه به‌نظر شما بزرگ‌ترین اشتباه مصدق کدام است؟ گفت: «پایمال کردن قانون اساسی و و عدم اطاعت از اوامر شاه». او همچنین اشتباه بزرگ مصدق را تلاش برای برقراری جمهوریت شمرد و گفت: «مصدق برای برقراری جمهوریت می‌کوشید. او شاه را مجبور کرد ایران را ترک کند؛ اما شاه با عزت و محبوبیت چند روز بعد برگشت. ملت شاه را دوست دارد.»
سپس کاشانی در جواب روزنامهٔ المصری که پرسیده بود آیا عقیده دارید مصدق مستحق همین سرنوشتی بود که به او رسید؟ گفت: «خداوند عادل است و آنچه امروز بر مصدق گذشته است نتیجهٔ عدل خداوندی است.»
او همچنین در مصاحبه با اخبارالیوم مصدق را به مرگ محکوم کرد: «این مصدق راه را گم کرده و مستحق چنین عاقبتی بوده است. تمام هم و غم او این شده بود که مردم فریاد بزنند زنده باد مصدق. مصدق به من و کشورش خیانت کرد. طبق شرع شریف اسلامی مجازات کسی که در فرماندهی و نمایندگی کشورش خیانت کند مرگ است.»

## پس از کودتا
کاشانی در دوران زاهدی به مرور خانه‌نشین شده و لب به شکایت گشوده و گفت: «آزادی جز برای عمال انگلیس نیست. مطبوعات و نشریات ملی هیچ‌گونه اظهار عقیده ندارند و همه توقیف‌اند. بسیاری از مِلّیون و آزادیخواهان متدین در زندان‌ها به‌سر می‌برند. این اختیارات را چه کسی به آقای زاهدی داده که این دیکتاتوری شدید و قرون وسطایی را با مردم شریف ایران می‌نماید؟» «حیف که رادیو در اختیار من نیست که از افکار مردم و احساسات پاک این ملت استفاده کنم.» سید ابوالقاسم کاشانی همچنین علیه انعقاد کنسرسیوم اعلامیه شدیدالحنی داد، به جرم «تحریص مردم به مسلح شدن بر ضد قدرت سلطنت» در هشتاد سالگی بازداشت شد.
بامداد روز سه‌شنبه ۲۳ آبان ۱۳۳۴، اعلام شد که سیدمصطفی کاشانی، نماینده مجلس هفدهم و فرزند سید ابوالقاسم کاشانی درگذشت. جلسه مجلس به احترام او تعطیل شد. دوستان وی به پزشک قانونی هجوم بردند تا از علت این درگذشت ناگهانی آگاه شوند. دو روز بعد در مسجد سلطانی مجلس ختمی از طرف سید ابوالقاسم کاشانی ترتیب داده شد. در این مجلس حسین علاء، نخست‌وزیر هم شرکت کرد، اما مورد سوء قصد از طرف فدائیان اسلام قرار گرفت، این سوءقصد به نتیجه نرسید. حکومت که در صدد دستگیری فدائیان اسلام بود، از این موقعیت حداکثر استفاده را برد و از فردای آن روز به دستگیری سران این گروه پرداخت و با سرعت فراوان در دادگاه‌های نظامی و تجدیدنظر، محاکمه آنان خاتمه یافت. در تاریخ ۲۷ دی ۱۳۳۴، چهار تن از سران فدائیان اسلام، نواب صفوی، خلیل طهماسبی، مظفرعلی ذوالقدر و سیدمحمد واحدی تیرباران و عده‌ای دیگر هم به زندان محکوم گردیدند. روز بعد از اعدام نواب صفوی و یارانش، پنجشنبه ۲۸ دی ماه ابوالقاسم کاشانی به جرم دخالت در قتل رزم آرا احضار و پس از سه ساعت بازجویی توقیف شد.
در رابطه با دستگیری کاشانی روزنامه کیهان مورخ ۱۷ دی ۱۳۳۴ چنین نوشت: «آیت الله بهبهانی طی عریضه‌ای به حضور ملوکانه در مورد احضار سید ابوالقاسم کاشانی به دادرسی ارتش وساطت کرده‌اند که امر فرمایند از احضار سید ابوالقاسم کاشانی به دادرسی ارتش صرفنظر گردد که وقعی گذارده نشد، اما ایشان پس از دستگیری در روز چهارشنبه ۱۰ دی ۱۳۳۴ جهت ادای توضیحات دربارهٔ قتل رزم آرا به دادرسی ارتش، احضار و پس از اولین بازجویی که در ساعت ۷:۳۰ دقیقه با حضور سرلشکر آزموده و سرتیپ کیهان خدیو و سروان شاداب شروع شد و ذیل حکم بازداشت خود را که به امضای سه نفر مذکور بود با نوشتن «رؤیت شد» امضا و به نوشته روزنامه کیهان، در اتاق مجاور زندان دکتر مصدق در لشکر زرهی زندانی شد.»
در ۲۸ دی ۱۳۳۴ سید ابوالقاسم کاشانی به سرلشکر آزموده چنین نوشت: «تیمسار آزموده، پس از سلام، روز گذشته چون سؤالات و جواب‌های اینجانب، نقطه ضعفی نداشته و این که جنابعالی و آقای تیمسار کیهان خدیو، قرار بازداشت را مرقوم داشتند و اینجانب اعتراضی ننمودم فعلاً زحمت می‌دهم قرار بازداشت هیچ گونه موجبی ندارد و معترض هستم.» هیئت دادرسان دادگاه عادی شماره ۲ دادرسی ارتش در تاریخ شنبه ۳۰ دی خارج از نوبت جلسه‌ای تشکیل داده و اعتراض سید ابوالقاسم کاشانی را وارد ندانستند.
روز سه‌شنبه ۳ بهمن، حائری‌زاده اعلام تحصن در مجلس کرد و گفت که تا زمانی که تکلیف پرونده قتل رزم‌آرا روشن نشده در تحصن باقی خواهد ماند. از سوی مقامات روحانی تلاش فراوانی برای نجات سید ابوالقاسم کاشانی آغاز شد، بنا بر نوشته روزنامه اطلاعات در روز سوم بهمن ۱۳۳۴، بروجردی به وسیله قائم‌مقام‌الملک از شاه در مورد سید ابوالقاسم کاشانی خواستار بذل توجه شد و شاه نیز پاسخ داده بود که تا آن حدود که قانون و مقررات در وظایف سلطنت مقرر داشته برای تأمین نظر بروجردی اقدام خواهد شد. جنجال این جریان به مجلس کشیده شد و بین سرلشکر وثوق وزیر جنگ و حائری‌زاده درگیری شدیدی به وجود آمد. سرانجام در ۲۳ اسفندماه سید ابوالقاسم کاشانی، دکتر بقایی، محمود نریمان، کریم‌آبادی و هشت نفر دیگر از متهمان به معاونت در قتل سپهبد رزم‌آرا با قید التزام که از حوزه قضایی تهران خارج نشوند، آزاد شدند و موضوع، موقتاً از وضعیت حادی که داشت، خارج شد.

## شاگردان
محمد صادقی تهرانی

## درگذشت

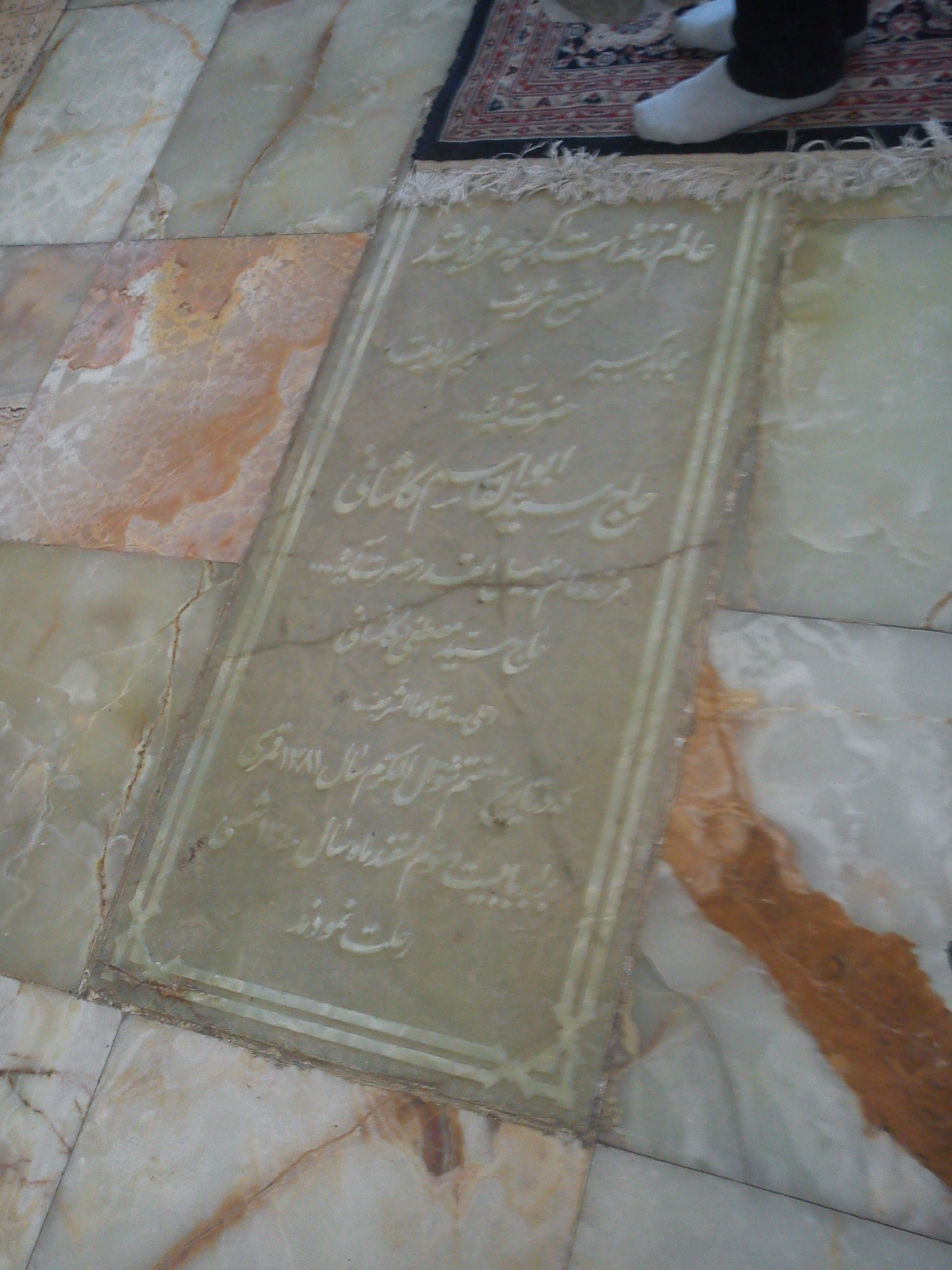
قبر ابوالقاسم کاشانی

در مهر ۱۳۴۰، کاشانی به بیماری پروستات مبتلا شد و در بیمارستان بستری شد. خانواده او، با مشورت با دولت، تصمیمی گرفتند او را به آلمان بفرستند. بلافاصله، تصمیم گرفته شد که به جای آن یکی از بهترین پزشک‌های فرانسوی به تهران آورده شود. پس از معاینه بیمار، دکتر تصمیم گرفته که به عمل جراحی نیازی نیست. چند ماه بعدتر، کاشانی دوباره بیمار شد، ولی این بار به بیماری حاد برونشیت مبتلا گشت. شاه او را در خانه‌اش ملاقات کرد. در ۲۳ اسفند ۱۳۴۰ کاشانی درگذشت. در مراسم تشییع جنازه‌اش، علاوه بر عامه مردم، سیاستمداران از جمله علی امینی نخست‌وزیر و علمای بسیاری شرکت کردند. پیکر وی در حرم شاه عبدالعظیم و در رواق ناصری (آیت الله کاشانی) دفن شد.

## در باب خلق و خوی شخصی
در باب برخی خلقیات کاشانی در خاطرات شعبان جعفری که از طرفداران پر و پا قرص وی بود می‌خوانیم:

«... دردسرتون ندم، تمام این اهل پامنار ریختن سر ما… بند پای منو گاز می‌گرفتن که بخورم زمین تا بریزن منو بکشن… رفتیم خلاصه بیمارستان رضانور سه ماه آزگار خوابیدیم و یه روز دیدیم کاشانی، خدا رحمتش کنه، اومد بیمارستان، جون شما… گفتم: «آقا، بچه محلات پای منو، همه رو گاز گرفتن.» گفت: «این پدرسوخته‌ها مثل سگ می‌مونن!» آره شوخی‌ام می‌کرد! آدم شوخی بود.»

و همچنین:

«نه کاشانی پول بده بود نه ما پول بگیر. اون خودشم یه کسی رو می‌خواست یه چیزی ازش بگیره!»

ابراهیم گلستان هم در مصاحبه خود با پرویز جاهد خاطره ای از کاشانی نقل می‌کند:

«یک تکه از این فیلم‌ها مربوط به آیت الله کاشانی بود که رفتم خانه‌اش ازش فیلم‌برداری کردم. رفت سر حوض وضو بگیرد، آب را تو دهنش کرد، مزه مزه کرد، تف کرد، وضو گرفت و آمد نماز خواند و من فیلم گرفتم. بعد گفت: خوب شد آقا؟ گفتم خوب شد اما ای کاش این غروب آفتاب و این برگ‌ها که خیلی قشنگ‌اند توی عکس می‌افتاد. گفت چه‌کار باید بکنی توی عکس بیفتد؟ گفتم آخه نمی‌شه برای این‌که شما رو به قبله نماز می‌خوانید. گفت پدر جان تو به من بگو که کدام سمت نماز بخوانم، من می‌خوانم. تو چه‌کار به قبله داری؟ بعد ایستاد پشت به قبله و نماز خواند! پشت به قبله هم کاملاً نبود، با یک زاویه ۹۰ درجه بود…»

و همچنین در نقل خاطره ای از عموی خود، سید هدایت الله تقوی شیرازی می‌آورد که:

«وقتی هم که آیت الله کاشانی از تبعید برمی‌گشت رفت به پیشوازش و آوردش و خیلی زود هم گفت: «نه، نخواستیم، این بابا دنباله رو جدّ اطهر من نیست. به فکر هوس‌ها و حرص‌های خودشه، نخواستیم.» و ولش کرد.»